# Darío Segovia
Pour les articles homonymes, voir Segovia (homonymie).
Darío Segovia Castagnino, né le 18 mars 1932 à Piribebuy au Paraguay, et décédé le 20 janvier 1994, est un joueur de football international paraguayen, qui évoluait au poste de défenseur.

## Biographie

### Carrière en club
Avec le Club Olimpia, il remporte deux championnats du Paraguay.

### Carrière en sélection
Avec l'équipe du Paraguay, il joue 9 matchs (pour aucun but inscrit) entre 1955 et 1959. 
Il participe avec la sélection paraguayenne au championnat sud-américain de 1955 organisé au Chili.
Il figure dans le groupe des sélectionnés lors de la Coupe du monde de 1958, sans jouer de matchs lors de cette compétition.

## Palmarès
Club Olimpia
- Championnat du Paraguay (2) :
  - Champion : 1962 et 1965.